# Новоолександрівська сільська територіальна громада (Херсонська область)
Новоолександрівська сільська територіальна громада — територіальна громада в Україні, у Бериславському районі Херсонської області з адміністративним центром у селі Новоолександрівка.

## Загальна інформація
Площа території — 407,9 км², населення громади — 5 947 осіб (2020).

## Населені пункти
До складу громади увійшли села Біляївка, Гаврилівка, Золота Балка, Майське, Михайлівка, Новоолександрівка, Петропавлівка, Українка та Червоне.

## Історія
Створена у 2020 році, відповідно до розпорядження Кабінету Міністрів України № 726-р від 12 червня 2020 року «Про визначення адміністративних центрів та затвердження територій територіальних громад Херсонської області», шляхом об'єднання територій та населених пунктів Біляївської, Гаврилівської, Золотобалківська, Михайлівської, Новоолександрівської та Петропавлівської сільських рад Нововоронцовського району Херсонської області.